# Gmina Kocierzew Południowy
Gmina Kocierzew Południowy je polská vesnická gmina v okrese Łowicz v Lodžském vojvodství. Sídlem správy gminy je ves Kocierzew Południowy.
V roce 2019 zde žilo 4 204 obyvatel. Gmina má rozlohu 93,70 km² a zabírá 9,48 % rozlohy okresu.

## Části gminy
Boczki Chełmońskie, Gągolin Południowy, Gągolin Północny, Gągolin Zachodni, Jeziorko, Kocierzew Południowy, Kocierzew Północny, Konstantynów, Lenartów, Lipnice, Łaguszew, Osiek, Ostrowiec, Płaskocin, Różyce, Sromów, Wejsce, Wicie

## Sousední gminy
| Růžice kompasu | Kiernozia | Iłów                       |            | Růžice kompasu |
| Růžice kompasu | Chąśno    | Sever                      | Rybno      | Růžice kompasu |
| Růžice kompasu | Chąśno    | Gmina Kocierzew Południowy | Rybno      | Růžice kompasu |
| Růžice kompasu | Chąśno    | Jih                        | Rybno      | Růžice kompasu |
| Růžice kompasu |           | Łowicz Nieborów            | Nowa Sucha | Růžice kompasu |